# Piermaria Oddone

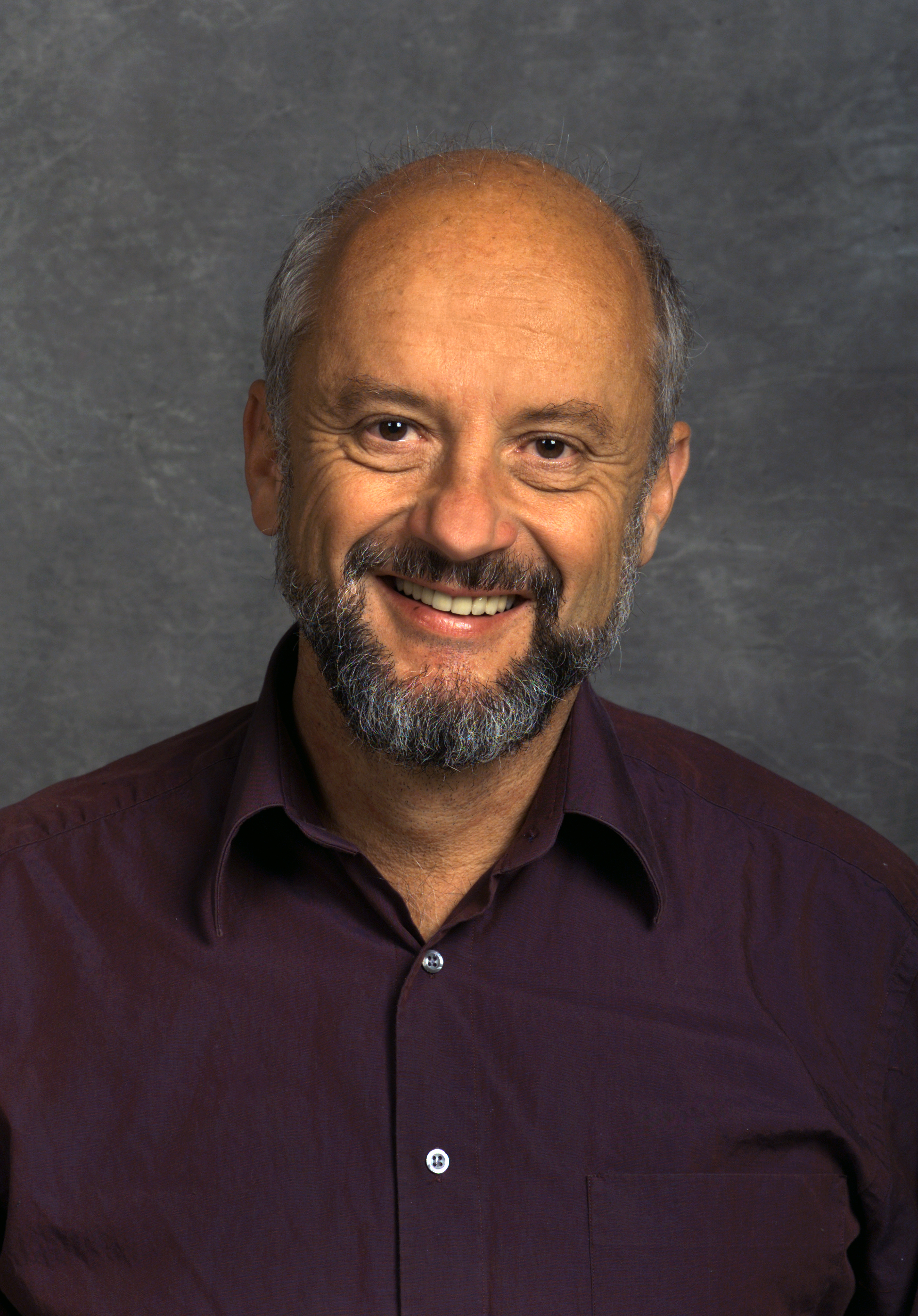
Piermaria Oddone

Piermaria Jorge Oddone, genannt Pier Oddone, (* 26. März 1944 in Arequipa, Peru) ist ein peruanisch-US-amerikanischer experimenteller Teilchenphysiker.
Oddone, der italienische Wurzeln hat und in Peru geboren wurde, studierte Physik am Massachusetts Institute of Technology (MIT, Bachelor-Abschluss 1965) und promovierte 1970 an der Princeton University. Als Post-Doc war er am Caltech und ging dann 1973 ans Lawrence Berkeley National Laboratory (LBL), und experimentierte auch am SLAC. 1984 bis 1987 leitete er dort die Gruppe, die die erste Spurendriftkammer betrieb. 1987 bis 1991 war er Leiter der Physik-Abteilung am LBL und ab 1989 Deputy Director des Labors. 2005 wurde er Direktor des Fermilab.
Oddone ist Erfinder der Asymmetric B-Factory genannten Beschleunigeranlagen (die er 1987 vorschlug), mit denen am KEK in Japan (Belle-Experiment) und am SLAC (BaBar) die CP-Verletzung an B-Mesonen untersucht wird. Er ist Gründungsmitglied der BaBar-Kollaboration am SLAC.
2005 erhielt er den W.K.H. Panofsky-Preis. 1990 wurde er Fellow der American Physical Society, 2008 wurde in die American Academy of Arts and Sciences aufgenommen, 2011 in die National Academy of Sciences. 